# Matt Hyde (US-amerikanischer Musikproduzent)
Matt Hyde (* 19. Juni 1964) ist ein US-amerikanischer Musikproduzent und Toningenieur. Er spielt darüber hinaus Gitarre und Keyboard.

## Werdegang
Hyde studierte zwischen 1982 und 1985 am Berklee College of Music in Boston. Bereits vor seinem Abschluss begann er in den Pyramid Studios in Boston zu arbeiten. Nach seiner Unizeit spielte er in verschiedenen Bands, bevor er 1989 eine Karriere als Produzent einschlug. Er arbeitete mit Bands wie Children of Bodom, Monster Magnet, Porno for Pyros, Slayer und Sum 41 zusammen.
Das Album Chuck der Band Sum 41 wurde mit dem kanadischen Juno Award in der Kategorie Rock Album of the Year ausgezeichnet. Ein Jahr später erhielt das Album Turn Around von Jonny Lang den Grammy in der Kategorie Best Rock or Rap Gospel Album.

## Diskografie (Auswahl)
- Children of Bodom – Relentless Reckless Forever
- Hatebreed – Perseverance
- Jonny Lang – Turn Around
- Machine Head – The Blackening
- Monster Magnet – Powertrip
- No Doubt – Tragic Kingdom
- Porno for Pyros – Porno for Pyros
- Slayer – God Hates Us All, War at the Warfield
- Sum 41 – Chuck
- The 69 Eyes – Back in Blood